# Sokratis Aristodimou
Sokratis Aristodimou (griechisch Σωκράτης Αριστοδήμου, englisch Socrates Aristodimou; * 4. Mai 1970) ist ein ehemaliger zyprischer Skirennläufer.

## Karriere
Sein erstes internationales Großereignis bestritt Aristodimou bei den Weltmeisterschaften 1987 in Crans-Montana, dort belegte er Rang 36 im Slalom sowie Rang 59 im Riesenslalom, im Super-G schied er aus. Ein Jahr später nahm er erstmals an Olympischen Winterspielen teil. Bei den Olympischen Spielen in Calgary erreichte er als bestes Ergebnis den 32. Platz im Slalomrennen. Dies war zugleich sein bestes Ergebnis bei einem internationalen Großereignis. Bei den Olympischen Winterspielen 1992 in Albertville ging Aristodimou erneut in allen drei Disziplinen an den Start, konnte sich jedoch in keiner verbessern.  
Seine letzten internationalen Rennen bestritt Aristodimou bei den Weltmeisterschaften 1993 in Morioka, danach ist er als Rennläufer nicht mehr in Erscheinung getreten. 

## Privates
Seine Schwester Lina Aristodimou nahm ebenfalls als Skirennläufer an Olympischen Winterspielen teil. Sein Neffe Giannos Kougioumtzian ist auch Skirennläufer.

## Erfolge

### Olympische Winterspiele
- Calgary 1988: 32. Slalom, 48. Super-G, 54. Riesenslalom
- Albertville 1992: 47. Slalom, 76. Riesenslalom, 80. Super-G

### Weltmeisterschaften
- Crans-Montana 1987: 59. Riesenslalom, DNF Super-G
- Vail/Beaver Creek 1989: 85. Super-G, DNF Riesenslalom, DNS Slalom
- Saalbach-Hinterglemm 1991: 49. Slalom, 60. Super-G, 65. Riesenslalom
- Morioka 1993:44. Slalom, 48. Riesenslalom